# Särkijärvi (Gällivare socken, Lappland, 743634-175857)
Särkijärvi är en sjö i Gällivare kommun i Lappland och ingår i Kalixälvens huvudavrinningsområde. Sjön har en area på 0,0528 kvadratkilometer och ligger 196,3 meter över havet. Särkijärvi ligger i Torne och Kalix älvsystem Natura 2000-område.

## Delavrinningsområde
Särkijärvi ingår i det delavrinningsområde (743732-175682) som SMHI kallar för Mynnar i Ängesån. Medelhöjden är 204 meter över havet och ytan är 22,35 kvadratkilometer. Det finns inga avrinningsområden uppströms utan avrinningsområdet är högsta punkten. Pikkujoki som avvattnar avrinningsområdet har biflödesordning 3, vilket innebär att vattnet flödar genom totalt 3 vattendrag innan det når havet efter 169 kilometer. Avrinningsområdet består mestadels av skog (51 procent) och sankmarker (41 procent). Avrinningsområdet har 0,39 kvadratkilometer vattenytor vilket ger det en sjöprocent på 1,7 procent.